# Borderlands
Borderlands là trò chơi điện tử bắn súng góc nhìn thứ nhất khoa học viễn tưởng kết hợp với tính chất nhập vai phát triển bởi Gearbox Software cho hệ điều hành Windows, Xbox 360 và PlayStation 3. Nó được giới thiệu lần đầu trong tạp chí Game Informer tháng 9 năm 2007.

## Đón nhận
Borderlands đã nhận được được các đánh giá chủ yếu là thuận lợi từ các nhà phê bình với điểm trung bình tại GameRankings là 85.84% cho hệ máy Xbox 360 và 83.76% cho hệ máy PlayStation 3 và tại Metacritic số điểm là 84 và 83 cho hai hệ máy.
Jeff Gerstmann tại Giant Bomb đã cho Borderlands 4 trên 5 sao và gọi nó là chiến lợi phẩm thành công của dòng game bắn súng góc nhìn thứ nhất "Tại nơi mà rất nhiều trò chơi khác lấy cảm hứng từ Diablo đã thất bại thảm hại", tuy nhiên lại phê bình chiều sâu cốt truyện "mỏng như tờ giấy" và "trí tuệ nhân tạo có thể bị bắt giò". Charles Onyett tại IGN đã cho điểm 8.8/10 và hạng Editor's Choice Award. Ông nói rằng nhữ ai đam mê dòng game nhập vai có thể tận hưởng việc có rất nhiều vật dụng và vũ khí với các tính năng khác nhau có thể tạo thích thú khi săn tìm đồ vật nhưng lại phê bình là có quá ít kỹ năng đặc biệt cho nhân vật. "Hình ảnh đẹp, đã cố gắng và đã trở thành một RPG cùng với lối chơi bắn súng góc nhìn thứ nhất" Onyett đã nhận xét trò chơi rất thú vị. Tại RPGLand trò chơi đã giành được danh hiệu Trò chơi của năm trên hệ Xbox 360 năm 2009.